# سودالینا
سودالینا (به بلغاری: Sevdalina) یک منطقهٔ مسکونی در بلغارستان است که در شهرستان کاردژالی واقع شده‌است.